# Liste der Nummer-eins-Hits in Australien (1995)
Diese Liste enthält alle Nummer-eins-Hits in Australien im Jahr 1995. Grundlage sind die Top 50 der australischen Charts der ARIA. Es gab in diesem Jahr 12 Nummer-eins-Singles und 25 Nummer-eins-Alben.

## Singles
| ← 1994 ← | Liste der Nummer-eins-Hits in Australien | Liste der Nummer-eins-Hits in Australien | Liste der Nummer-eins-Hits in Australien                                                                                 | 1996 →                    |
| \| Zeitraum \| Wo. ges. \| Interpret \| Titel Autor(en) \| Zusätzliche Informationen \| \| (Zeitraum, Wochen auf Platz eins, Interpret, Titel, Autor[en], zusätzliche Informationen) \| \| \| \| \| \| ----------------------------------------------------------------------------------------- \| -------- \| -------------------------- \| ------------------------------------------------------------------------------------------------------------------------ \| ------------------------- \| \| 17. Dezember 1994 – 3. Februar 1995 7 Wochen \| 7 \| The Cranberries \| Zombie Dolores Mary O’Riordan \| – \| \| 4. Februar 1995 – 24. März 1995 7 Wochen \| 7 \| M. C. Sar & the Real McCoy \| Another Night Jürgen Wind, Olaf Jeglitza, Frank Hassas \| – \| \| 25. März 1995 – 5. Mai 1995 6 Wochen \| 6 \| Hocus Pocus \| Here’s Johnny! Frederik Ferry Ridderhog, Peter F. Garnefski \| – \| \| 6. Mai 1995 – 19. Mai 1995 2 Wochen \| 2 \| Take That \| Back for Good Gary Barlow \| – \| \| 20. Mai 1995 – 30. Juni 1995 6 Wochen \| 6 \| Merril Bainbridge \| Mouth Merril Bainbridge \| – \| \| 1. Juli 1995 – 7. Juli 1995 1 Woche \| 1 \| Bryan Adams \| Have You Ever Really Loved a Woman? Bryan Adams, Michael Kamen, Robert John „Mutt“ Lange \| – \| \| 8. Juli 1995 – 18. August 1995 6 Wochen \| 6 \| U2 \| Hold Me, Thrill Me, Kiss Me, Kill Me Paul David Hewson, David Evans, Larry Mullen, Adam Clayton \| – \| \| 19. August 1995 – 25. August 1995 1 Woche \| 1 \| Jann Arden \| Insensitive Anne Elizabeth Loree \| – \| \| 26. August 1995 – 6. Oktober 1995 6 Wochen \| 6 \| Seal \| Kiss from a Rose Henry Olusegun Adeola Samuel \| – \| \| 7. Oktober 1995 – 13. Oktober 1995 1 Woche \| 1 \| Mariah Carey \| Fantasy Dave M. L. Hall, Mariah Carey, Adrian Belew, Christopher Frantz, Steven Stanley, Martina Weymouth \| – \| \| 14. Oktober 1995 – 20. Oktober 1995 1 Woche \| 1 \| N-Trance \| Stayin’ Alive Barry Gibb, Robin Gibb, Maurice Gibb, Dale Longworth, Kevin John Paul O’Toole, Jervis Ricardo Alfonso Lyte \| – \| \| 21. Oktober 1995 – 19. Januar 1996 13 Wochen \| 13 \| Coolio feat. L. V. \| Gangsta’s Paradise Stevie Wonder, Artis L. Ivey Jr., Douglas B. Rasheed, Larry James Sanders \| – \| |                                          |                                          | |                           |
| ← 1994 |                                          |                                          | | → 1996 →                  |
| Zeitraum | Wo. ges.                                 | Interpret                                | Titel Autor(en) | Zusätzliche Informationen |
| (Zeitraum, Wochen auf Platz eins, Interpret, Titel, Autor[en], zusätzliche Informationen) |                                          |                                          | |                           |
| 17. Dezember 1994 – 3. Februar 1995 7 Wochen | 7                                        | The Cranberries                          | Zombie Dolores Mary O’Riordan                                                                                            | –                         |
| 4. Februar 1995 – 24. März 1995 7 Wochen | 7                                        | M. C. Sar & the Real McCoy               | Another Night Jürgen Wind, Olaf Jeglitza, Frank Hassas                                                                   | –                         |
| 25. März 1995 – 5. Mai 1995 6 Wochen | 6                                        | Hocus Pocus                              | Here’s Johnny! Frederik Ferry Ridderhog, Peter F. Garnefski                                                              | –                         |
| 6. Mai 1995 – 19. Mai 1995 2 Wochen | 2                                        | Take That                                | Back for Good Gary Barlow                                                                                                | –                         |
| 20. Mai 1995 – 30. Juni 1995 6 Wochen | 6                                        | Merril Bainbridge                        | Mouth Merril Bainbridge                                                                                                  | –                         |
| 1. Juli 1995 – 7. Juli 1995 1 Woche | 1                                        | Bryan Adams                              | Have You Ever Really Loved a Woman? Bryan Adams, Michael Kamen, Robert John „Mutt“ Lange                                 | –                         |
| 8. Juli 1995 – 18. August 1995 6 Wochen | 6                                        | U2                                       | Hold Me, Thrill Me, Kiss Me, Kill Me Paul David Hewson, David Evans, Larry Mullen, Adam Clayton                          | –                         |
| 19. August 1995 – 25. August 1995 1 Woche | 1                                        | Jann Arden                               | Insensitive Anne Elizabeth Loree                                                                                         | –                         |
| 26. August 1995 – 6. Oktober 1995 6 Wochen | 6                                        | Seal                                     | Kiss from a Rose Henry Olusegun Adeola Samuel                                                                            | –                         |
| 7. Oktober 1995 – 13. Oktober 1995 1 Woche | 1                                        | Mariah Carey                             | Fantasy Dave M. L. Hall, Mariah Carey, Adrian Belew, Christopher Frantz, Steven Stanley, Martina Weymouth                | –                         |
| 14. Oktober 1995 – 20. Oktober 1995 1 Woche | 1                                        | N-Trance                                 | Stayin’ Alive Barry Gibb, Robin Gibb, Maurice Gibb, Dale Longworth, Kevin John Paul O’Toole, Jervis Ricardo Alfonso Lyte | –                         |
| 21. Oktober 1995 – 19. Januar 1996 13 Wochen | 13                                       | Coolio feat. L. V.                       | Gangsta’s Paradise Stevie Wonder, Artis L. Ivey Jr., Douglas B. Rasheed, Larry James Sanders                             | –                         |

## Alben
| ← 1994 ← | Liste der Nummer-eins-Hits in Australien | Liste der Nummer-eins-Hits in Australien | Liste der Nummer-eins-Hits in Australien  | 1996 →                    |
| \| Zeitraum \| Wo. ges. \| Interpret \| Titel \| Zusätzliche Informationen \| \| (Zeitraum, Wochen auf Platz eins, Interpret, Titel, zusätzliche Informationen) \| \| \| \| \| \| ------------------------------------------------------------------------------ \| -------- \| --------------------- \| ----------------------------------------- \| ------------------------- \| \| 25. Dezember 1994 – 21. Januar 1995 4 Wochen \| 4 \| The 12th Man \| Wired World of Sports II \| – \| \| 22. Januar 1995 – 28. Januar 1995 1 Woche (insgesamt 3) \| 3 \| (Soundtrack) \| Forrest Gump \| – \| \| 29. Januar 1995 – 4. Februar 1995 1 Woche \| 1 \| The Cranberries \| No Need to Argue \| – \| \| 5. Februar 1995 – 25. Februar 1995 3 Wochen \| 3 \| The Offspring \| Smash \| – \| \| 26. Februar 1995 – 4. März 1995 1 Woche (insgesamt 4) \| 4 \| Janet Jackson \| Janet. \| – \| \| 5. März 1995 – 11. März 1995 1 Woche \| 1 \| You Am I \| Hi Fi Way \| – \| \| 12. März 1995 – 18. März 1995 1 Woche \| 1 \| Bruce Springsteen \| Greatest Hits \| – \| \| 19. März 1995 – 8. April 1995 3 Wochen \| 3 \| Green Day \| Dookie \| – \| \| 9. April 1995 – 29. April 1995 3 Wochen \| 3 \| Silverchair \| Frogstomp \| – \| \| 30. April 1995 – 13. Mai 1995 2 Wochen \| 2 \| The Cruel Sea \| Three Legged Dog \| – \| \| 14. Mai 1995 – 10. Juni 1995 4 Wochen (insgesamt 8) \| 8 \| Céline Dion \| The Colour of My Love \| – \| \| 11. Juni 1995 – 24. Juli 1995 7 Wochen \| 7 \| Sheryl Crow \| Tuesday Night Music Club \| – \| \| 25. Juni 1995 – 1. Juli 1995 1 Woche \| 1 \| Pink Floyd \| Pulse \| – \| \| 2. Juli 1995 – 15. Juli 1995 2 Wochen (insgesamt 3) \| 3 \| Michael Jackson \| HIStory – Past, Present and Future Book I \| – \| \| 16. Juli 1995 – 29. Juli 1995 2 Wochen \| 2 \| Bon Jovi \| These Days \| – \| \| 30. Juli 1995 – 12. August 1995 2 Wochen (insgesamt 8) \| 8 \| Céline Dion \| The Colour of My Love \| – \| \| 13. August 1995 – 9. September 1995 4 Wochen (insgesamt 7) \| 7 \| Live \| Throwing Copper \| – \| \| 10. September 1995 – 23. September 1995 2 Wochen (insgesamt 8) \| 8 \| Céline Dion \| The Colour of My Love \| – \| \| 24. September 1995 – 7. Oktober 1995 2 Wochen \| 2 \| Red Hot Chili Peppers \| One Hot Minute \| – \| \| 8. Oktober 1995 – 14. Oktober 1995 1 Woche \| 1 \| AC/DC \| Ballbreaker \| – \| \| 15. Oktober 1995 – 21. Oktober 1995 1 Woche \| 1 \| Mariah Carey \| Daydream \| – \| \| 22. Oktober 1995 – 4. November 1995 2 Wochen \| 2 \| (Soundtrack) \| Dangerous Minds – Wilde Gedanken \| – \| \| 5. November 1995 – 18. November 1995 2 Wochen \| 2 \| The Smashing Pumpkins \| Mellon Collie and the Infinite Sadness \| – \| \| 19. November 1995 – 25. November 1995 1 Woche \| 1 \| Tina Arena \| Don’t Ask \| – \| \| 26. November 1995 – 2. Dezember 1995 1 Woche \| 1 \| Madonna \| Something to Remember \| – \| \| 3. Dezember 1995 – 16. Dezember 1995 2 Wochen \| 2 \| The Beatles \| Anthology 1 \| – \| \| 17. Dezember 1995 – 13. Januar 1996 4 Wochen \| 4 \| Enya \| The Memory of Trees \| – \| |                                          |                                          |                                           |                           |
| ← 1994 |                                          |                                          |                                           | → 1996 →                  |
| Zeitraum | Wo. ges.                                 | Interpret                                | Titel                                     | Zusätzliche Informationen |
| (Zeitraum, Wochen auf Platz eins, Interpret, Titel, zusätzliche Informationen) |                                          |                                          |                                           |                           |
| 25. Dezember 1994 – 21. Januar 1995 4 Wochen | 4                                        | The 12th Man                             | Wired World of Sports II                  | –                         |
| 22. Januar 1995 – 28. Januar 1995 1 Woche (insgesamt 3) | 3                                        | (Soundtrack)                             | Forrest Gump                              | –                         |
| 29. Januar 1995 – 4. Februar 1995 1 Woche | 1                                        | The Cranberries                          | No Need to Argue                          | –                         |
| 5. Februar 1995 – 25. Februar 1995 3 Wochen | 3                                        | The Offspring                            | Smash                                     | –                         |
| 26. Februar 1995 – 4. März 1995 1 Woche (insgesamt 4) | 4                                        | Janet Jackson                            | Janet.                                    | –                         |
| 5. März 1995 – 11. März 1995 1 Woche | 1                                        | You Am I                                 | Hi Fi Way                                 | –                         |
| 12. März 1995 – 18. März 1995 1 Woche | 1                                        | Bruce Springsteen                        | Greatest Hits                             | –                         |
| 19. März 1995 – 8. April 1995 3 Wochen | 3                                        | Green Day                                | Dookie                                    | –                         |
| 9. April 1995 – 29. April 1995 3 Wochen | 3                                        | Silverchair                              | Frogstomp                                 | –                         |
| 30. April 1995 – 13. Mai 1995 2 Wochen | 2                                        | The Cruel Sea                            | Three Legged Dog                          | –                         |
| 14. Mai 1995 – 10. Juni 1995 4 Wochen (insgesamt 8) | 8                                        | Céline Dion                              | The Colour of My Love                     | –                         |
| 11. Juni 1995 – 24. Juli 1995 7 Wochen | 7                                        | Sheryl Crow                              | Tuesday Night Music Club                  | –                         |
| 25. Juni 1995 – 1. Juli 1995 1 Woche | 1                                        | Pink Floyd                               | Pulse                                     | –                         |
| 2. Juli 1995 – 15. Juli 1995 2 Wochen (insgesamt 3) | 3                                        | Michael Jackson                          | HIStory – Past, Present and Future Book I | –                         |
| 16. Juli 1995 – 29. Juli 1995 2 Wochen | 2                                        | Bon Jovi                                 | These Days                                | –                         |
| 30. Juli 1995 – 12. August 1995 2 Wochen (insgesamt 8) | 8                                        | Céline Dion                              | The Colour of My Love                     | –                         |
| 13. August 1995 – 9. September 1995 4 Wochen (insgesamt 7) | 7                                        | Live                                     | Throwing Copper                           | –                         |
| 10. September 1995 – 23. September 1995 2 Wochen (insgesamt 8) | 8                                        | Céline Dion                              | The Colour of My Love                     | –                         |
| 24. September 1995 – 7. Oktober 1995 2 Wochen | 2                                        | Red Hot Chili Peppers                    | One Hot Minute                            | –                         |
| 8. Oktober 1995 – 14. Oktober 1995 1 Woche | 1                                        | AC/DC                                    | Ballbreaker                               | –                         |
| 15. Oktober 1995 – 21. Oktober 1995 1 Woche | 1                                        | Mariah Carey                             | Daydream                                  | –                         |
| 22. Oktober 1995 – 4. November 1995 2 Wochen | 2                                        | (Soundtrack)                             | Dangerous Minds – Wilde Gedanken          | –                         |
| 5. November 1995 – 18. November 1995 2 Wochen | 2                                        | The Smashing Pumpkins                    | Mellon Collie and the Infinite Sadness    | –                         |
| 19. November 1995 – 25. November 1995 1 Woche | 1                                        | Tina Arena                               | Don’t Ask                                 | –                         |
| 26. November 1995 – 2. Dezember 1995 1 Woche | 1                                        | Madonna                                  | Something to Remember                     | –                         |
| 3. Dezember 1995 – 16. Dezember 1995 2 Wochen | 2                                        | The Beatles                              | Anthology 1                               | –                         |
| 17. Dezember 1995 – 13. Januar 1996 4 Wochen | 4                                        | Enya                                     | The Memory of Trees                       | –                         |

## Jahreshitparaden
| ← 1994 ← | Liste der Nummer-eins-Hits in Australien | Liste der Nummer-eins-Hits in Australien                  | Liste der Nummer-eins-Hits in Australien | 1996 →   |
| \| Singles \| Position# \| Alben \| \| --------------------------------------------------------------------------------------------------------------------------------- \| --------- \| --------------------------------------------------------- \| \| Gangsta’s Paradise Coolio feat. L. V. Stevie Wonder, Artis L. Ivey Jr., Douglas B. Rasheed, Larry James Sanders \| 1 \| Don’t Ask Tina Arena \| \| Stayin’ Alive N-Trance Barry Gibb, Robin Gibb, Maurice Gibb, Dale Longworth, Kevin John Paul O’Toole, Jervis Ricardo Alfonso Lyte \| 2 \| The Colour of My Love Céline Dion \| \| Kiss from a Rose Seal Henry Olusegun Adeola Samuel \| 3 \| No Need to Argue The Cranberries \| \| Mouth Merril Bainbridge \| 4 \| HIStory – Past, Present and Future Book I Michael Jackson \| \| Another Night M. C. Sar & the Real McCoy Jürgen Wind, Olaf Jeglitza, Frank Hassas \| 5 \| Forrest Gump (Soundtrack) \| \| Have You Ever Really Loved a Woman? Bryan Adams Bryan Adams, Michael Kamen, Robert John „Mutt“ Lange \| 6 \| Design of a Decade 1986–1996 Janet Jackson \| \| Zombie The Cranberries Dolores Mary O’Riordan \| 7 \| Frogstomp Silverchair \| \| Let’s Groove CDB Wayne Lee Vaughn, Maurice White \| 8 \| Throwing Copper Live \| \| Back for Good Take That Gary Barlow \| 9 \| Daydream Mariah Carey \| \| You Are Not Alone Michael Jackson Eddy van Passel, Danny van Passel, Robert S. Kelly \| 10 \| Dookie Green Day \| |                                          |                                                           |                                          |          |
| ← 1994 |                                          |                                                           |                                          | → 1996 → |
| Singles | Position#                                | Alben                                                     |                                          |          |
| Gangsta’s Paradise Coolio feat. L. V. Stevie Wonder, Artis L. Ivey Jr., Douglas B. Rasheed, Larry James Sanders | 1                                        | Don’t Ask Tina Arena                                      |                                          |          |
| Stayin’ Alive N-Trance Barry Gibb, Robin Gibb, Maurice Gibb, Dale Longworth, Kevin John Paul O’Toole, Jervis Ricardo Alfonso Lyte | 2                                        | The Colour of My Love Céline Dion                         |                                          |          |
| Kiss from a Rose Seal Henry Olusegun Adeola Samuel | 3                                        | No Need to Argue The Cranberries                          |                                          |          |
| Mouth Merril Bainbridge | 4                                        | HIStory – Past, Present and Future Book I Michael Jackson |                                          |          |
| Another Night M. C. Sar & the Real McCoy Jürgen Wind, Olaf Jeglitza, Frank Hassas | 5                                        | Forrest Gump (Soundtrack)                                 |                                          |          |
| Have You Ever Really Loved a Woman? Bryan Adams Bryan Adams, Michael Kamen, Robert John „Mutt“ Lange | 6                                        | Design of a Decade 1986–1996 Janet Jackson                |                                          |          |
| Zombie The Cranberries Dolores Mary O’Riordan | 7                                        | Frogstomp Silverchair                                     |                                          |          |
| Let’s Groove CDB Wayne Lee Vaughn, Maurice White | 8                                        | Throwing Copper Live                                      |                                          |          |
| Back for Good Take That Gary Barlow | 9                                        | Daydream Mariah Carey                                     |                                          |          |
| You Are Not Alone Michael Jackson Eddy van Passel, Danny van Passel, Robert S. Kelly | 10                                       | Dookie Green Day                                          |                                          |          |